# Роберт Ратбун Вілсон
Роберт Ратбун Вілсон (англ. Robert Rathbun Wilson, 4 березня 1914, Фронтір, США — 16 січня 2000, Ітака, США) — американський фізик, який працював в області ядерної фізики і прискорювачів частинок. Очолював одну з груп, що брали участь у Мангеттенському проєкті. Заснував і в 1967—1978 роках був директором Фермілаб.

## Біографія

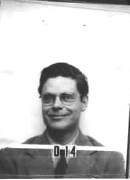
Фотографія Р. Вілсона на бейджі Лос-Аламоської лабораторії

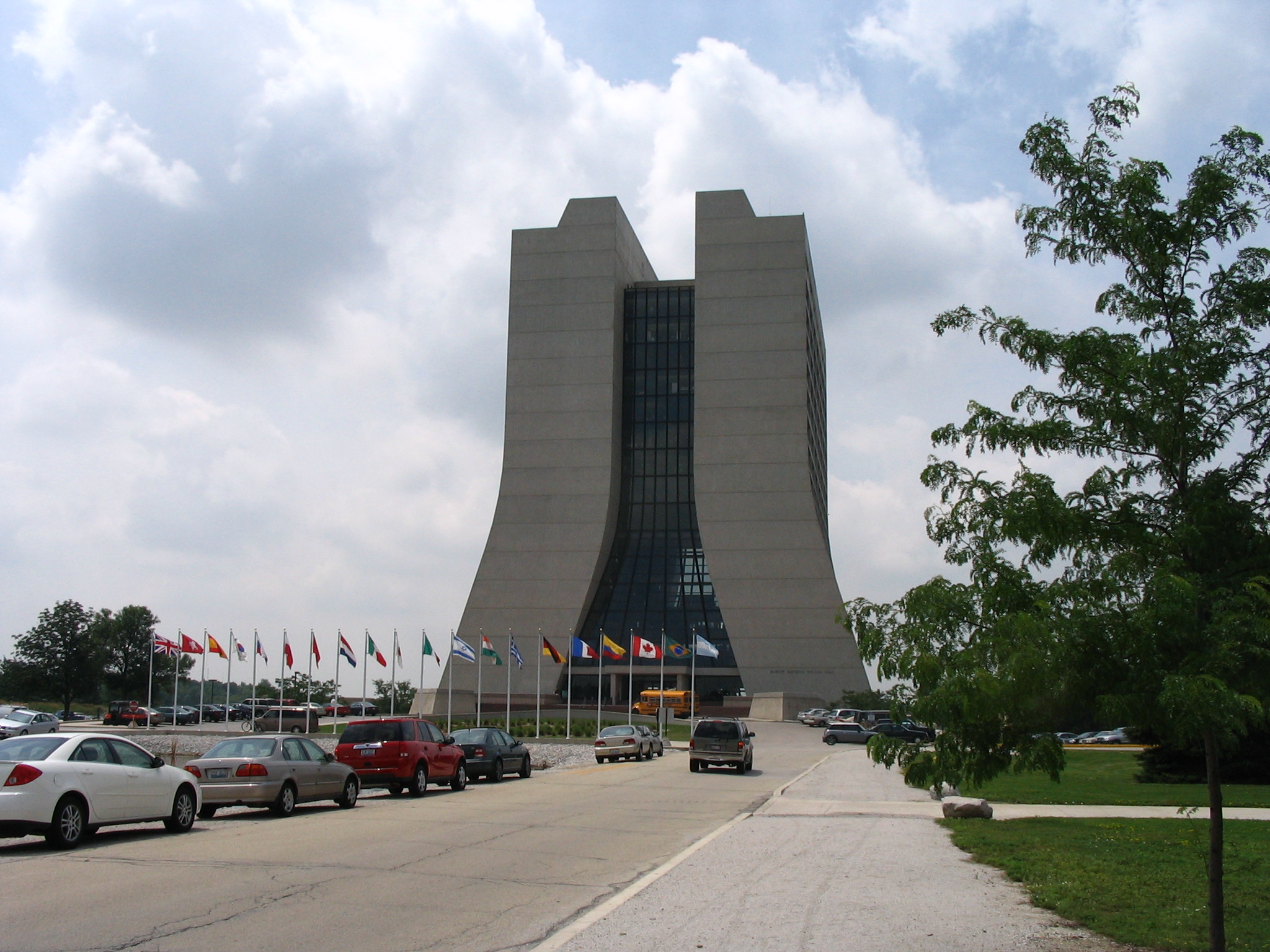
Зовнішній вид Вілсоновського залу багатьом зобов'язаний йому самому

Народився 4 березня 1914 року в Фронтірі, США. Закінчив Каліфорнійський університет в Берклі з дипломом бакалавра в 1936 році. Вже тоді заявив про себе як про талановитого науковця, який єдиний з усіх студентів вирішив завдання, яке задав Ернест Лоуренс в ході одного з курсів. Для вирішення задачі необхідно було знайти величину електричного поля в циклотроні. У той час як інші студенти намагалися вирішити завдання, формально виконавши складні математичні викладки, Роберт Вілсон побудував спрощену модель циклотрона у фізичній лабораторії і визначив електричне поле експериментально. Тоді ж опублікував свою першу роботу в «Physical Review».
Після закінчення навчання залишився у Берклі в аспірантурі, працюючи під керівництвом Лоуренса над проблемами створення циклотронів. Отримав диплом доктора філософії у 1940 році. Після отримання диплома працював в Принстонському університеті, де відкрив електромагнітний метод поділу ізотопів урану — так званий ізотронний метод.
У 1944 році був запрошений Робертом Оппенгеймером в Мангеттенський проєкт. Після деяких вагань погодився і очолив відділ експериментальної ядерної фізики в Лос-Аламосі.
По закінченні війни був одним із співзасновників Федерації американських вчених і був її головою в 1946 році.
Після нетривалої роботи в Гарвардському університеті у 1947 році перейшов на посаду директора лабораторії ядерних досліджень у Корнелльський університет. Тут здійснив експерименти, які пізніше були інтерпретовані як докази того, що протони складаються з кварків.
У 1967 році покинув Корнелл для того, щоб заснувати Фермілаб, першим директором якого сам і став. Тут продемонстрував
себе видатним дизайнером магнітів, що утримують пучок швидких частинок всередині прискорювального кільця. Також їм був спроєктований зовнішній вигляд будівлі Фермілаб, який був покликаний залучати своїм естетичним виглядом найкращих вчених. У 1978 році залишив посаду директора лабораторії, оскільки вважав, що держава недостатньо фінансує його проєкти.
У 1985 році був обраний президентом Американського фізичного товариства.

## Членство в громадських організаціях і академіях
- Національна академія наук США
- Американське філософське товариство

## Нагороди
- 1964 — Медаль Елліота Крессона
- 1968 — Премія пам'яті Ріхтмаєра
- 1973 — Національна наукова медаль США
- 1984 — Премія Енріко Фермі
- 1995 — Премія Ендрю Геманта, Американський інститут фізики